# باول كيم
باول كيم (بالإنجليزية: Paul Kim)‏ هو مغني أمريكي، ولد في 26 مارس 1981.

## روابط خارجية
- باول كيم على موقع IMDb (الإنجليزية)